# سیارک ۲۱۹۲۶
سیارک ۲۱۹۲۶ (به انگلیسی: 21926 Jacobperry، نامگذاری:1999VH54) بیست و یک هزار و نهصد و بیست و ششمین سیارک کشف شده‌است که در ۴ نوامبر ۱۹۹۹ کشف شد.
قدر مطلق سیارک برابر ۱۴٫۶ است.